# 沃克峰
82°38′S 53°13′W / 82.633°S 53.217°W
沃克峰（英語：Walker Peak）是南極洲的山峰，位於伊利沙伯女皇地，屬於彭薩科拉山脈的一部分，海拔高度1,495米，根據美國地質調查局的測量和美國海軍的空中照片被繪入地圖。